# Świąd sromu
Świąd sromu (łac. pruritus vulvae) – objaw chorobowy, występujący m.in. w przebiegu zmian atroficznych sromu, spowodowanych niedoborem estrogenów, w zakażeniach pochwy, w infekcjach grzybiczych, w cukrzycy, w chorobie Bowena, łuszczycy, w raku sromu i zmianach przedrakowych (VIN), w liszaju twardzinowym i zanikowym sromu. Może być skutkiem działań niepożądanych tamoksifenu. Leczenie jest przyczynowe.